# Aigle de la meilleure actrice dans un second rôle

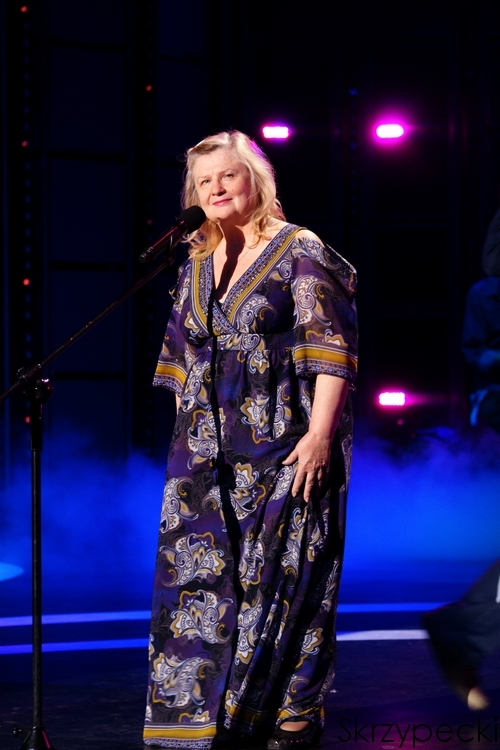
Stanisława Celińska

L'Aigle de la meilleure actrice dans un second rôle est un des prix des Récompenses cinématographiques polonaises: Orły. Il est attribué depuis la seconde édition, et ce, chaque année par l'Académie du cinéma de Pologne depuis 2000 (pour l'année 1999).
Deux actrices ont été récompensées plusieurs fois:
Stanisława Celińska a été récompensé 2 fois, (2001, 2010), ainsi que Kinga Preis (2002, 2011).
Lauréats des Aigles du cinéma polonais dans la catégorie meilleure actrice dans un second rôle:

## Récompenses par année
| Année                 | Lauréate - Film - Rôle                                                  |
| --------------------- | ----------------------------------------------------------------------- |
| 2e cérémonie en 1999  | Ewa Wiśniewska − Ogniem i Mieczem - Kniahini Kurcewiczowa               |
| 3e cérémonie en 2000  | Krystyna Feldman − To ja, złodziej - Mamie "Jaja"                       |
| 4e cérémonie en 2001  | Stanisława Celińska − Pieniądze to nie wszystko - Madame Ala            |
| 5e cérémonie en 2002  | Kinga Preis − Wtorek - Renata                                           |
| 6e cérémonie en 2003  | Dominika Ostałowska − Warszawa - Wiktoria                               |
| 7e cérémonie en 2004  | Iwona Bielska − La Noce - Eluśka Wojnarowa                              |
| 8e cérémonie en 2005  | Małgorzata Braunek − Tulipany - Marianna                                |
| 9e cérémonie en 2006  | Ewa Wencel − La Place du Saint-Sauveur - Teresa Zielińska               |
| 10e cérémonie en 2007 | Danuta Stenka − Katyń - GénéraleRóża                                    |
| 11e cérémonie en 2008 | Danuta Szaflarska − Ile waży koń trojański? - La grand-mère             |
| 12e cérémonie en 2009 | Anna Polony − Tribulations d'une amoureuse sous Staline - La grand-mère |
| 13e cérémonie en 2010 | Stanisława Celińska − Joanna - Kamińska                                 |
| 14e cérémonie en 2011 | Kinga Preis − Sous la ville - Wanda Socha                               |
| 15e cérémonie en 2012 | Joanna Kulig − Elles - Alicja                                           |
| 16e cérémonie en 2013 | Anna Nehrebecka − La vie est belle - Jola                               |
| 17e cérémonie en 2014 | Kinga Preis − Pod Mocnym Aniołem - Mania                                |
| 18e cérémonie en 2015 | Anna Dymna − Excentrycy, czyli po słonecznej stronie ulicy - Bayerowa   |